# Thymogethes normandi
Thymogethes normandi é uma espécie de insetos coleópteros polífagos pertencente à família Nitidulidae.
A autoridade científica da espécie é Easton, tendo sido descrita no ano de 1954.
Trata-se de uma espécie presente no território português.